# نيرمين همام
نيرمين همام ولدت عام 1967، فنانة مصرية، تعيش ما بين القاهرة ولندن.
ولدت في القاهرة،  من عائله مسيحيه وبعد ذلك انتقلت إلى إنجلترا ومن ثم إلى الولايات المتحدة عام 1985. حصلت على بكالوريوس الفنون الجميلة في صناعة الأفلام من كلية «تايزك» للفنون الجميلة بنيويورك. عملت بالأفلام «لسيمون» و«جودمان»، وبعد ذلك مع المخرج يوسف شاهين. كانت المنتج المساعد عام 1992 لفيلم «مالكوم ايكس». بعد ذلك عملت كمصصمة جرافيك حتى انتقلت بعد ذلك لفن الصورة والفوتوغرافيا.
أعمالها عرضت في معارض جماعية وفردية بمصر، فرنسا، إيطاليا، المملكة المتحدة، الدنمارك، الولايات المتحدة، الكويت، وسينغابورا. أعمالها عرضت أيضا بمتحف «فيكتوريا والبرت» بلندن، متحف «تروبن» بأمستردام، و«باركو هورسيناس أوركا» بإيطاليا.
في السنة الأولى لمعرضها بلندن، همام استخدمت الأسلوب الياباني التقليدي للتعبير عن المشاهد العنيفة بثورة 2011.